# ابن أبي الشخباء العسقلاني
أبو علي الحسن بن محمد بن عبد الصمد بن أبي الشخباء العسقلاني (؟؟؟ - 484هـ/1089-1090م) ويُلَقَّب أحياناً بالشيخ المجيد وأحياناً بالمجيد ذي الفضيلتين، هو خطيب وكاتب وشاعر عربي عاش في القرن الخامس الهجري.

## سيرته
ولد الحسن بن محمد بن عبد الصمد في فلسطين التاريخية، وكان مولده على الأرجح في مدينة عسقلان، ثُمَّ غادر موطنه إلى مصر في شبابه، وعمل هناك كاتباً في ديوان رسائل الخليفة الفاطمي المستنصر بالله، ولا يُعرَف الكثير عن تفاصيل حياته، ويبدو أنَّه مات في إحدى سجون القاهرة، المُسَمَّى خزانة البنود، ولا تذكر الروايات سبب سجنه، وذكر ابن خلكان أنَّه مات مقتولاً في السجن.

## أعماله
كتب ابن أبي الشخباء العسقلاني عدد من الرسائل الأدبيَّة، أغلبها رسائل إخوانيَّة، وله ديوان شعر مفقود لم يتبقَّ منه سوى قصائد بسيطة.